# Dmitrij Chromin
Dmitrij Władimirowicz Chromin, ros. Дмитрий Владимирович Хромин (ur. 21 października 1982 w Leningradzie) – rosyjski łyżwiarz figurowy reprezentujący Polskę, startujący w parach sportowych z Dominiką Piątkowską. Uczestnik mistrzostw świata i Europy, medalista zawodów z cyklu Junior Grand Prix oraz 3-krotny mistrz Polski (2005–2007). Zakończył karierę amatorską w 2008 roku.

## Osiągnięcia

### Z Dominiką Piątkowską (Polska)
| Zawody                  | 04–05          | 05–06          | 06–07          | 07–08          |                |                |                |                |                |                |                |                |                |                |                |                |                |
| Międzynarodowe          | Międzynarodowe | Międzynarodowe | Międzynarodowe | Międzynarodowe | Międzynarodowe | Międzynarodowe | Międzynarodowe | Międzynarodowe | Międzynarodowe | Międzynarodowe | Międzynarodowe | Międzynarodowe | Międzynarodowe | Międzynarodowe | Międzynarodowe | Międzynarodowe | Międzynarodowe |
| ----------------------- | -------------- | -------------- | -------------- | -------------- | -------------- | -------------- | -------------- | -------------- | -------------- | -------------- | -------------- | -------------- | -------------- | -------------- | -------------- | -------------- | -------------- |
| Mistrzostwa świata      |                | 14             | 13             | 16             |                |                |                |                |                |                |                |                |                |                |                |                |                |
| Mistrzostwa Europy      |                |                | 10             | 9              |                |                |                |                |                |                |                |                |                |                |                |                |                |
| GP Cup of China         |                |                |                | 7              |                |                |                |                |                |                |                |                |                |                |                |                |                |
| GP NHK Trophy           |                |                |                | 7              |                |                |                |                |                |                |                |                |                |                |                |                |                |
| GP Skate America        |                |                | 8              |                |                |                |                |                |                |                |                |                |                |                |                |                |                |
| GP Trophée Eric Bompard |                |                | 6              |                |                |                |                |                |                |                |                |                |                |                |                |                |                |
| Memoriał Karla Schäfera |                | 6              |                |                |                |                |                |                |                |                |                |                |                |                |                |                |                |
| Nebelhorn Trophy        |                | 9              | 7              | WD             |                |                |                |                |                |                |                |                |                |                |                |                |                |
| Krajowe                 |                |                |                |                |                |                |                |                |                |                |                |                |                |                |                |                |                |
| Mistrzostwa Polski      | 1              | 1              | 1              |                |                |                |                |                |                |                |                |                |                |                |                |                |                |

### Z Juliją Szapiro (Rosja)
| Zawody                                | 00–01          | 01–02          |                |                |                |                |                |                |                |                |                |                |                |                |                |                |                |
| Międzynarodowe                        | Międzynarodowe | Międzynarodowe | Międzynarodowe | Międzynarodowe | Międzynarodowe | Międzynarodowe | Międzynarodowe | Międzynarodowe | Międzynarodowe | Międzynarodowe | Międzynarodowe | Międzynarodowe | Międzynarodowe | Międzynarodowe | Międzynarodowe | Międzynarodowe | Międzynarodowe |
| ------------------------------------- | -------------- | -------------- | -------------- | -------------- | -------------- | -------------- | -------------- | -------------- | -------------- | -------------- | -------------- | -------------- | -------------- | -------------- | -------------- | -------------- | -------------- |
| GP Cup of Russia                      | 9              |                |                |                |                |                |                |                |                |                |                |                |                |                |                |                |                |
| Międzynarodowe: Kategorie młodzieżowe |                |                |                |                |                |                |                |                |                |                |                |                |                |                |                |                |                |
| Mistrzostwa świata juniorów           |                | 5              |                |                |                |                |                |                |                |                |                |                |                |                |                |                |                |
| JGP w Bułgarii                        |                | 1              |                |                |                |                |                |                |                |                |                |                |                |                |                |                |                |
| JGP w Holandii                        |                | 2              |                |                |                |                |                |                |                |                |                |                |                |                |                |                |                |
| JGP w Niemczech                       | 3              |                |                |                |                |                |                |                |                |                |                |                |                |                |                |                |                |
| JGP w Polsce                          | 3              |                |                |                |                |                |                |                |                |                |                |                |                |                |                |                |                |
| Krajowe                               |                |                |                |                |                |                |                |                |                |                |                |                |                |                |                |                |                |
| Mistrzostwa Rosji juniorów            | 6              | 4              |                |                |                |                |                |                |                |                |                |                |                |                |                |                |                |